# 분홍멍게
분홍멍게는 멍게과의 해양생물이다. 당근과 같은 주황색을 띠고 있다. 주로 수심 30~50m 범위에 서식한다.